# Message Transmission Optimization Mechanism
Message Transmission Optimization Mechanism of kortweg MTOM (een W3C-standaard) is een methode om op efficiënte wijze binaire data naar en van webservices te versturen. 
Het maakt gebruik van XML-binary Optimized Packaging (XOP) om binaire data over te brengen en is bedoeld om zowel MIME- als DIME-bijlagen te vervangen.
Binaire bestanden worden gewoonlijk gezien als een opeenvolging van bytes (groepen van acht binaire cijfers of bits). Binaire bestanden bevatten typisch bytes die niet als tekstkarakters geïnterpreteerd moeten worden, maar die iets anders moeten voorstellen. In een SOAP-bericht wordt zo'n zogenaamde array of bytes echter vaak gecodeerd als tekstdata. MTOM maakt het mogelijk om efficiënter de binary data van grote bestanden in een SOAP-request (aanvraag) of response (reactie) te plaatsen.